# Slivovik, Montana
Slivovik (în bulgară Сливовик) este un sat în comuna Medkoveț, regiunea Montana,  Bulgaria. 

## Demografie
Componența etnică a satului Slivovik
     Bulgari (80,71%)
     Romi (17,38%)
     Nicio identificare (1,9%)
     Altele (0%)
La recensământul din 2011, populația satului Slivovik era de 420 locuitori. Din punct de vedere etnic, majoritatea locuitorilor (80,71%) erau bulgari, cu o minoritate de romi (17,38%). Pentru 1,9% din locuitori nu este cunoscută apartenența etnică.